# 패션 (2008년 영화)
패션(Fashion)은 인도에서 제작된 마두르 반다카르 감독의 2008년 드라마, 멜로/로맨스 영화이다. 프리앙카 초프라 등이 주연으로 출연하였고 로니 스크류밸라 등이 제작에 참여하였다.

## 출연

### 주연
- 프리앙카 초프라
- 칸가나 라놀트

### 조연
- 아르바자 칸
- 라즈 바바르
- 키런 주네자
- 사미르 소니
- 키투 기드와니
- 서치트라 필라이-말릭
- 에쉬윈 머슈란
- 마노 조쉬
- 카말 아딥
- 우샤 바차니
- 마두르 반다카르
- 카란 조하르
- 제시 랜드하와
- 아클라 사치데브
- 시마
- 기타 소토
- 하르슈 차야

## 제작진
- 공동제작: 마두르 반다카르
- 공동제작: 드븐 코트
- 공동제작: 자리나 메타
- 공동제작: 시따하트 로이 카푸르
- 협력프로듀서: 람 미챈더니
- 미술: 니틴 찬드라칸트 데사이
- 의상: 나렌드라 쿠마 아메드
- 원안각본: 마두르 반다카르
- 대사: 니란잔 이엔가